# Marsoroligheterna i Berlin 1919

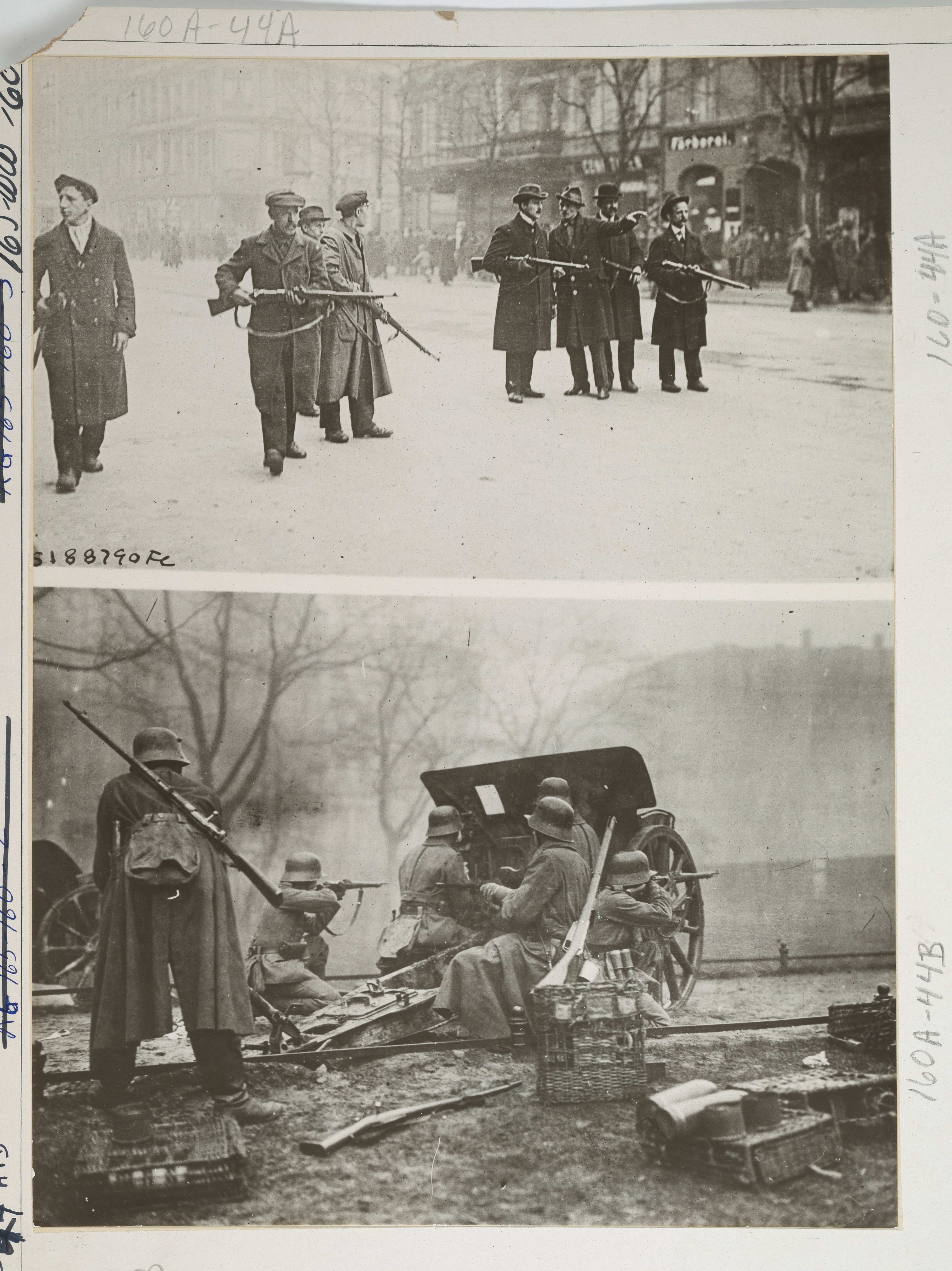
Stridande trupper i Berlin den 11 mars 1919. Ovan beväpnade spartakister. Nedan regeringstroget artilleri vid Belle-Alliance-Platz.

Marsoroligheterna i Berlin 1919, tyska: Die Berliner Märzkämpfe von 1919, utgjorde den slutliga fasen av tyska novemberrevolutionen 1918. Oroligheterna bestod dels av en generalstrejk utlyst av Berlins arbetarrörelse, för att genomdriva den sedan revolutionens början av socialisterna utbredda förväntningen på att nyckelindustrier skulle förstatligas, och för att arbetar- och soldatrådens ställning och därmed militärens demokratisering skulle stadfästas i lag. Dels utgjordes de av gatu- och husstrider med frikårer i kvarteren kring Scheunenviertel och Alexanderplatz och framförallt i förstaden Lichtenberg. 
Upprinnelsen till marsoroligheterna var ett beslut om generalstrejk den 3 mars för att genomdriva arbetarrörelsens krav, som omedelbart besvarades av regeringen och den militäre överbefälhavaren, försvarsminister Gustav Noske, med utlysning av belägringstillstånd i Berlin och Spandau. Generalstrejken avslutades den 8 mars av arbetarrörelsen. Vissa eftergifter gjordes från Weimarregeringen gentemot den delegation av socialdemokratiska arbetarråd som företrädde arbetarrörelsen i förhandlingarna, bland annat kring arbetarråd, arbetsrätt, förstatligande och militär jurisdiktion. Först efter att Noske upphävt auktoriseringen av militärt våld den 16 mars kunde stridigheterna på gatan helt avslutas.
De blodiga striderna avslutades efter Noskes beslut om eldupphör med över 1 200 döda, varav 75 på regeringssidan; andra uppskattningar talar om uppåt 2 000 döda. Några officiella dödssiffror från myndighetshåll publicerades inte. Marsoroligheterna är därmed bland de blodigaste händelserna under novemberrevolutionen efter första världskriget.